# Cyphoma intermedium
Cyphoma intermedium är en snäckart som först beskrevs av Sowerby 1828.  Cyphoma intermedium ingår i släktet Cyphoma och familjen Ovulidae. Inga underarter finns listade i Catalogue of Life.